# Gamasellus deepdalensis
Gamasellus deepdalensis är en spindeldjursart som först beskrevs av Ryke 1962.  Gamasellus deepdalensis ingår i släktet Gamasellus och familjen Ologamasidae. Inga underarter finns listade i Catalogue of Life.